# NGC 1495
NGC 1495 je galaksija u zviježđu Sat.

## Vanjske poveznice
- SEDS: NGC 1495